# Pollimyrus nigripinnis
Pollimyrus nigripinnis és una espècie de peix de nas d'elefant de la família Mormyridae present en diverses conques hidrogràfiques a l'Àfrica, entre elles els rius Congo, Kwango, Kasai i Sangha. És nativa de Benín i la República democràtica del Congo. Pot arribar a una grandària aproximada d' 11 cm.
Respecte a l'estat de conservació, es pot indicar que d'acord amb la UICN, aquesta espècie pot catalogar-se en la categoria «Risc mínim (LC)».